# Georg Mascolo
Georg Mascolo (Stadthagen, 26 ottobre 1964) è un giornalista tedesco con cittadinanza italiana, dal 2008 al 2013 redattore-capo del principale settimanale tedesco Der Spiegel.

## Biografia
Figlio di madre tedesca e di padre italiano proveniente da Castellammare di Stabia (NA), muove i primi passi da giornalista collaborando col quotidiano locale Schaumburger Zeitung e l'emittente Radio ffn. Passa nel 1988 alla casa di produzione televisiva Spiegel TV legata all'omonimo settimanale, per la quale realizza diversi reportage nei giorni della caduta del muro di Berlino, tra cui un'esclusiva dell'invasione della centrale della Stasi il 15 gennaio 1990.
Nel 1992 passa al settimanale vero e proprio, diventando vicedirettore dell'ufficio di Berlino. Dopo diversi altri incarichi nelle varie redazioni dello Spiegel, il 5 febbraio 2008 gli viene affidata la guida del settimanale, inizialmente insieme al collega Mathias Müller von Blumencron. Dal 21 febbraio 2011 al 9 aprile 2013 ricopre da solo la carica di redattore-capo.